# مقاطعة فوند دو لاك (ويسكونسن)
مقاطعة فوند دو لاك (بالإنجليزية: Fond du Lac County, Wisconsin)‏ هي إحدى مقاطعات ولاية ويسكونسن في الولايات المتحدة. تأسست سنة 1836، وتبلغ مساحتها 766 ميل مربع (1,980 كـم2)، بلغ عدد سكانها 101633 نسمة في عام 2010 حسب إحصاء مكتب تعداد الولايات المتحدة .

## وصلات خارجية
- الموقع الرسمي
- United States Counties